# Lacul Louise
Lake Louise este situată în provincia Alberta, Parcul Național Banff din Canada. Lacul este un loc de agrement cu posibilități de drumeție, alpinsm, schi și canu. Culoarea aparte turchiză a lacului provine de la praful de stâncă adus în apa lacului prin topirea ghețarilor. Numele lacului provine de la prințesa engleză „Louise Caroline Alberta” (1848-1939). 
Lake Louise este situat lângă autostrada „Trans-Canada Highway”, la 180 km de Calgary. Lângă lac se ridică crestele înzăpezite a lui  Mount Temple (3543 m), Mount Whyte (2983 m) și  Mount Niblock (2376 m). Pe malul estic a lacului se află Château Lake Louise, un hotel cu cinci stele. Deja în anul 1890 exista aici deja un  Chalet (casă de lemn) modest care ulterior a fost transformat într-un hotel cu două etaje, în anul 1924 hotelul va fi distrus de un incendiu. Ulterior este clădit hotelul de azi, de aici pornesc direct numeroase căi de drumeție.